# Henryk Ross
Pour les articles homonymes, voir Ross.

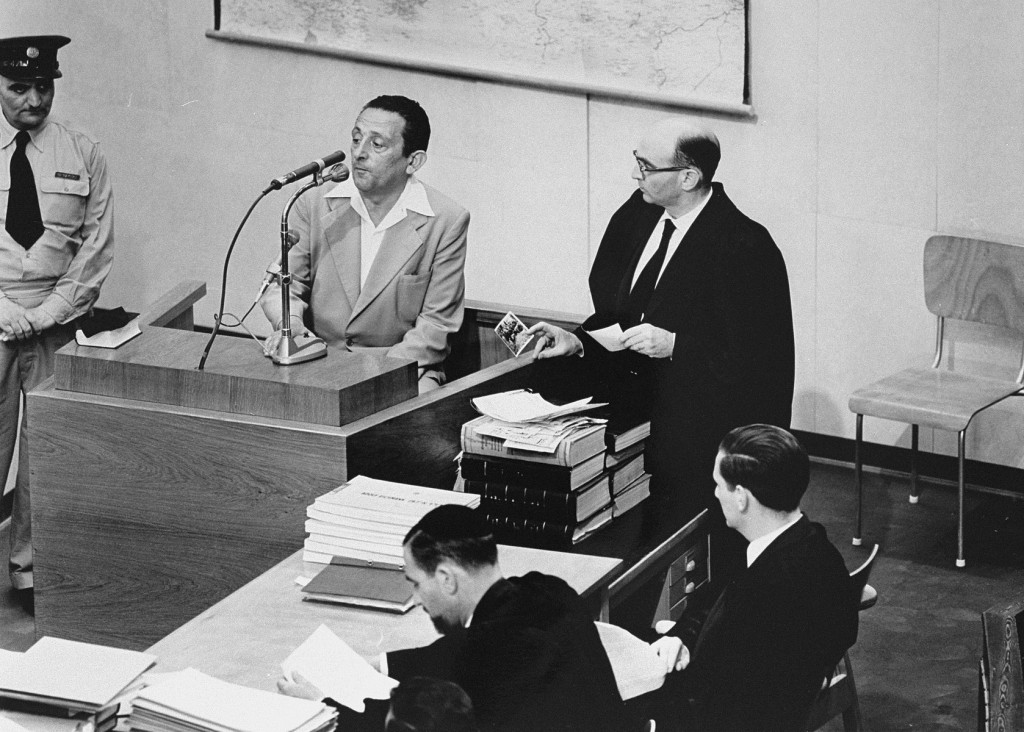
Le procureur Gideon Hausner et Henryk Ross lors du procès d'Adolf Eichmann (2 mai 1961)

Henryk Ross (1er mai 1910 - 1991), juif d'origine polonaise, fut employé comme photographe officiel du ghetto de Łódź à partir de 1940. Chargé de faire des photos d'identité et de propagande pour le département des statistiques, il a pris clandestinement des milliers de clichés qui témoignent de la vie des habitants dans le ghetto.
Lorsque Himmler, « Reichsführer » et ministre de l'Intérieur du Troisième Reich, donne l'ordre, à l'été 1944, de liquider le ghetto de Łódź, où vivent encore 75 000 juifs, Henryk Ross enterre sa collection de négatifs et de tirages. Il allait ainsi sauvegarder le plus étonnant des témoignages sur ce que furent les ghettos sous le nazisme. Ces documents sont dérangeants car ils se confrontent à une iconographie connue et seulement tragique et ils témoignent, de façon poignante, de la décision de vivre, malgré tout, des Juifs de ce ghetto.
Caché, mais survivant, Henryk Ross échappe à la déportation, alors que 95 % des habitants du ghetto de Łódź disparaissent dans les centres d'extermination d'Auschwitz ou de Chełmno. Après la guerre, et la prise du ghetto par les troupes soviétiques, Henryk Ross déterre son trésor, et publie quelques-uns de ses clichés, en différentes occasions (livres, procès d'Adolf Eichmann), mais beaucoup ont été abîmés ou perdus. Lui-même émigre en 1950 en Israël, où il meurt en 1991.